# Jeff Dunham
Jeffrey "Jeff" Dunham es un ventrílocuo y comediante nacido en Dallas, Estados Unidos. Graduado de la Universidad de Baylor en Texas y dedicado a la comedia y la actuación.

## Vida personal
Dunham nació en Dallas, Texas en 1962, y se crió en un barrio de ricos como el único hijo adoptivo de un vendedor de bienes raíces y un ama de casa. Comenzó como ventrílocuo a la edad de ocho años, cuando sus padres le regalaron un Mortimer Snerd por Navidad, pidiendo prestado un libro sobre ventriloquía en la biblioteca al día siguiente. Dunham comenzó entonces a practicar durante horas delante de un espejo, estudiando las rutinas de Edgar Bergen.
Cuando Dunham cursaba el sexto grado empezó a asistir a la Convención Vent Haven en Fort Mitchell, Kentucky, que es un encuentro internacional anual de ventrílocuos que incluye concursos. Dunham ha perdido la Convención solo una vez en 1977, y fue porque llegó borracho. Los organizadores de la Convención finalmente declararon a Dunham como un campeón "retirado", ya que otros asistentes estaban demasiado intimidados para competir contra él.
Se casó con Paige Dunham en 1990 y se divorció en mayo de 2009, tiene 3 hijas, 2 hijos gemelos y su pasatiempo favorito es construir y volar en helicóptero.

## Carrera
Generalmente da shows privados con sus marionetas para el disfrute del público, pero ha sacado a la venta varios DVD, el último, Spark of insanity, fue grabado en Washington D. C. en un teatro estatal, en uno de sus espectáculos. Tal es su éxito, que ha sido fichado por Comedy Central. Le han sido concedidos numerosos premios gracias a sus dotes en el mundo de la comedia y de la ventriloquía, llegando incluso a ser ‘fichado’ por eminencias de la televisión estadounidense como Jay Leno.
Dunham apareció en un papel como invitado con Bubba J' en el programa de NBC 30 Rock, interpretando a un ventrílocuo llamado Rick Wayne y su muñeco de calabaza de Stone Mountain, Georgia. En noviembre de 2009 Dunham también apareció con Walter en "Hart to Hart", un episodio de la serie Disney Channel Sonny with a Chance, interpretando a dos guardias de seguridad.
Tuvo un programa llamado The Jeff Dunham Show estrenado el 22 de octubre de 2009 y finalizó el 10 de diciembre de 2009.
Dunham también aparece en la película Dinner for Schmucks, dirigida por Jay Roach, bajo el nombre de Lewis.

## Marionetas
Entre sus más importantes marionetas (todas creadas por él) encontramos:

### Peanut
Es un "Woozle" hiperactivo, de piel púrpura y con piel blanca que le cubre la mayor parte de su cuerpo, y un mechón de pelo verde en la parte superior de su cabeza, con una zapatilla roja en el pie izquierdo. Dunham explica que es una criatura perteneciente a una raza llamada Woozle de una pequeña isla de Micronesia, y que se reunieron en Florida. A menudo se burla de Dunham y de José Jalapeño en un palo. Debido a su inusual apariencia y personalidad, acusa a Dunham de haber tomado drogas para poder crearlo.

### Walter
Walter es un hombre jubilado, gruñón con los brazos siempre cruzados y descontento. Es veterano de la guerra de Vietnam. El personaje ha estado casado durante varias décadas. El mismo Dunham creó el títere de Walter, que incluye tanto la escultura inicial y el molde de silicona, a pesar de que finalmente comenzó a utilizar compañías profesionales para las últimas etapas posteriores con sus títeres.

### José Jalapeño en un palo
Es literalmente un jalapeño mexicano en un palo que lleva un pequeño sombrero de mariachi. José habla con un acento latino, esta típicamente vinculado con Peanut, que a menudo se burla de José, utilizando una serie de estereotipos latinos al hacerlo.

### Bubba J
Bubba J es un bebedor de cerveza que Dunham describe en Arguing with Myself y en A Very Special Christmas Special como "basura blanca del parque de casas rodantes ", y a quien Dunham utiliza para el humor centrado en el estereotipo del redneck. Con este fin, hace con frecuencia chistes acerca del amor de Bubba J por beber cerveza, el NASCAR y su poca inteligencia.

### Achmed, el terrorista muerto
Achmed es el cadáver esquelético de un incompetente terrorista suicida. Es utilizado por Dunham para satirizar la cuestión del terrorismo contemporáneo. Es conocido por gritar, "¡Silencio! ¡Te mataré!" ("Silence, I'll kill you"). Hizo una aparición en el especial de Navidad, cantando un villancico navideño llamado "Jingle Bombs", junto a Guitar Guy (Chico de la Guitarra), apodo del guitarrista Brian Haner. 
Al mencionar que Achmed está muerto, Achmed responde: "Es una herida abierta" ("It's a flesh wound"). Cuando se le pregunta acerca sobre cómo murió, Achmed explica su incompetencia con explosivos, al tiempo que pone en duda las proezas sexuales de Dunham, diciendo que ambos sufren de "detonación precoz". Aunque frecuentemente se menciona que trabajan para Osama Bin Laden, él dice que no es un musulmán y dice "¡Mira mi trasero! ¡Dice '"Hecho en China'"!" ("look at my ass! It says 'Made in China'").
Durante su gira por diferentes partes del mundo, Jeff fue contactado el Ministerio de Artes, Historia y Cultura de Malasia prohibió la actuación de Achmed, el Terrorista muerto en el show, así como otras censuras al humor político y religioso de Dunham. Para poder presentar al personaje sin romper la ley, Jeff lo presentó en el show como Jack, el Terrorista Francés, que portaba una boina francesa y un bigote falso, así como acento francés, y reemplazaba su clásico grito de "¡Silencio! ¡Te mataré!" ("Silence, I'll kill you"), por una versión francesa, "¡Silence! ¡Je te tue!"

### Melvin, el superhéroe
Viste un traje de superhéroe azul, y se le utiliza para burlarse de los superhéroes. Cuando se le pregunta sobre sus poderes sobrehumanos, indica que él tiene visión de rayos X, y agrega: "¡Me encanta ver las tetas!" ("I love looking at boobies!"). Cuando se le pregunta hasta dónde puede volar, él responde: "¿Cuan lejos puedes lanzarme?" ("How far can you throw me?"), 
Y cuando se le pregunta si él puede detener una bala como Supermán, responde: Sí, Una vez ("Yeah. Once"). Tiene una nariz enorme, que según él es su símbolo. Dunham esculpió la versión actual de la cabeza de Melvin, y contrató a una compañía llamada Renegado Grupos Effects para crear el molde de goma y la marioneta completa.

### Sweet Daddy Dee
Dunham introduce Sweet Daddy Dee como su "nuevo agente". Él se llama a sí mismo un "PIMP", lo que dice significa Player In the Management Profession.